# La Rambla (San Juan de la Rambla)
La Rambla, antiguamente conocida como La Rambla de los Caballos debido al nombre del camino que lo circundaba, denominada también como El Rosario debido a su ermita, es una de las entidades de población que conforman el municipio de San Juan de la Rambla, en la isla de Tenerife —Canarias, España—.

## Características
Está situada a 5,4 kilómetros de la capital municipal, a una altitud media de 95 m s. n. m.
La localidad cuenta con un centro cultural (antiguo Teleclub), una ermita dedicada a Ntra. Sra. del Rosario, una plaza pública y con un parque infantil.

## Demografía
| Año        | 2000 | 2001 | 2002 | 2003 | 2004 | 2005 | 2006 | 2007 | 2008 | 2009 | 2010 | 2011 | 2012 | 2013 |
| ---------- | ---- | ---- | ---- | ---- | ---- | ---- | ---- | ---- | ---- | ---- | ---- | ---- | ---- | ---- |
| Habitantes | 143  | 148  | 154  | 160  | 159  | 161  | 156  | 151  | 147  | 148  | 150  | 150  | 148  | 147  |

## Comunicaciones
Se accede al barrio por la Carretera Comarcal TF-5.

### Transporte público
En autobús —guagua— queda conectado por las siguientes líneas de TITSA:
| Línea | Trayecto                                                                | Recorrido     |
| ----- | ----------------------------------------------------------------------- | ------------- |
| 106   | Santa Cruz - Icod de los Vinos (express)                                | Horario/Línea |
| 107   | Santa Cruz - Buenavista (por Aeropuerto Norte)                          | Horario/Línea |
| 108   | Santa Cruz - Icod de los Vinos (por Aeropuerto Norte)                   | Horario/Línea |
| 325   | Puerto de la Cruz - Acantilados de Los Gigantes (por Icod de los Vinos) | Horario/Línea |

## Lugares de interés
- Ermita de Ntra. Sra. del Rosario, siglo xvii
- Zona recreativa del Barranco Ruiz